# Nathalie Dambendzet
Nathalie Dambendzet est une joueuse hongroise de volley-ball née le 5 juillet 1975 à Budapest. Elle mesure 1,82 m et joue au poste de centrale.

## Clubs
| Club                    | De        | À         |
| ----------------------- | --------- | --------- |
| Vasas Budapest          | 1987-1988 | 1994-1995 |
| SE Eger                 | 1995-1996 | 1995-1996 |
| SVS Post Schwechat      | 1996-1997 | 1996-1997 |
| TV Creglingen           | 1997-1998 | 1999-2000 |
| USSP Albi               | 2000-2001 | 2000-2001 |
| DJK Karbach             | 2001-2002 | 2001-2002 |
| SSV Ulm 1846            | 2002-2003 | 2003-2004 |
| USC Münster             | 2004-2005 | 2004-2005 |
| VC Kanti Schaffhouse    | 2005-2006 | 2005-2006 |
| Longa '59 Lichtenvoorde | 2006-2007 | 2006-2007 |
| Le Cannet-Rocheville    | 2007-2008 | 2008-2009 |
| UGSE Nantes Volley      | 2009-2010 | 2009-2010 |
| TV Schönenwerd          | 2010-2011 | 2011-2012 |
| FC Luzern Volleyball    | 2012-2013 | …         |

## Palmarès
- Coupe de France (1)
  - Finaliste : 2008
- Coupe de la CEV (1)
  - Finaliste : 2008
- Championnat d'Allemagne
  - Vainqueur : 2003, 2005.
- Coupe d'Allemagne
  - Vainqueur : 2003, 2005.